# Santiago Casares Quiroga
|  | No s'ha de confondre amb Santiago Cáseres. |

Santiago Casares Quiroga   (la Corunya, 8 de maig de 1884 - París, 17 de febrer de 1950) fou un polític gallec de caràcter republicà que es va encarregar de gestionar diversos ministeris durant els governs presidits per Manuel Azaña. Després del triomf electoral del Front Popular, ocupà la Presidència del Govern entre el maig i el juliol del 1936.

## Moments previs a la II República
El 1914 va assumir la direcció del diari Tierra Gallega a La Corunya.
Líder i fundador de l'Organització Republicana Gallega Autònoma (ORGA) el 1929, va participar en el Pacte de Sant Sebastià (1930), una plataforma integrada pels principals partits de l'oposició a la dictadura de Primo de Rivera per propiciar la caiguda de la monarquia d'Alfons XIII mitjançant un moviment insurreccional que proclamaria la República, en representació de la Federació Republicana Gallega. Aquesta era una plataforma republicana formada per la ORGA, juntament amb altres forces republicanes gallegues com el Partit Radical, el Partit Republicà Radical Socialista o el Partit Republicà Democràtic Federal. Al 12 desembre d'aquest any, va ser enviat a Jaca com a delegat del Comitè Revolucionari Nacional (CRN) en la clandestinitat per tal d'evitar que el capità Fermín Galán Rodríguez s'anticipés a la data acordada pel CRN (el 15 de desembre), ja que això portaria al fracàs el pla del Comitè. Casares Quiroga va arribar a mitjanit a Jaca, però va al·legar estar cansat i se'n va anar a dormir sense informar a Galán del retard de la sublevació, cosa que provocà que aquesta tingués lloc a l'alba de l'endemà. A conseqüència d'això, Casares Quiroga va ser empresonat.

## Segona República
Amb la proclamació de la Segona República Espanyola i, durant el govern provisional, va ser anomenat Ministre de la Marina i més tard, Ministre de la Governació. Escollit diputat en les Corts Constituents per la ORGA, va seguir sent Ministre de la Governació durant el bienni socialista-republicà (1931-1933) presidit per Manuel Azaña, del que Casares era amic personal.
Va ser elegit diputat novament el 1933 i el 1934 va unir el seu partit (conegut com el Partit Republicà Gallec des de 1932) amb el d'Azaña i altres forces, per crear la Izquierda Republicana, partit que s'integraria en el Front Popular. Casares Quiroga va renovar la seva acta de diputat en les eleccions de febrer del 1936 i va ser anomenat Ministre d'Obres Públiques. Després de l'accés d'Azaña a la presidència de la República, Casares Quiroga va ser anomenat President del Govern i Ministre de la Guerra al maig del 1936. Com a president, va organitzar el referèndum sobre l'Estatut d'Autonomia de Galícia (el tercer proposat en època de la II República, després dels de Catalunya i el País Basc), el qual va ser aprovat el 28 de juny de 1936.
Al 17 de juliol del 1936, sota el seu govern, es va produir una sublevació militar en contra de la República que acabaria en la Guerra Civil espanyola. Ignorant els previs avisos d'aquesta sublevació i incapaç de donar-li la importància que es mereixia i fer-li front, va dimitir i va ser substituït per Martínez Barrio, tot i que aquest no va arribar a prendre possessió del govern, i per José Giral definitivament. No va ocupar cap càrrec més durant la Guerra Civil, de manera que va marxar cap a França juntament amb Azaña i Martínez Barrio rere la caiguda de Catalunya. Casares Quiroga va morir el 1950 en l'exili.
La historiografia ha afirmat, majoritàriament, que Quiroga es va negar a entregar les armes a les organitzacions obreres que havien de fer front a la sublevació, tot i que, les memòries de la seva filla, Maria Casares, asseguren que no va ser així.